# كارل فريدريك هولدن
كارل فريدريك هولدن (بالإنجليزية: Carl Frederick Holden)‏ هو ضابط أمريكي، ولد في 25 مايو 1895 في بانجور في الولايات المتحدة، وتوفي في 18 مايو 1953.